# Lars Christiansen (politiker)
 Der er flere personer med dette navn, se Lars Christiansen.
Lars Christiansen (2. august 1844 i Ryslinge – 1. november 1923) var en dansk gårdejer og politiker. Han var sammen med sin bror Rasmus Christiansen, der også var politiker, en af meget få Højre-landmand i Folketinget.
Han var søn af kongevalgt landstingsmand Christian Rasmussen, gik i almueskolen og fik samtidig privatundervisning og gik 1866-68 på Ryslinge Folkehøjskole. 1871 købte han en lille gård i Stadager. Efter nogle års forløb solgte han den og købte gården Ærenlund i Ryslinge, hvor han boede indtil 1889, da han overtog Vindinge Søgaard ved Nyborg.
Christiansen var en dygtig landmand. I nogle år holdt han et par gange om ugen foredrag paa Ryslinge Højskole om landbrug og husdyrbrug. 1897-1900 var formand for Nyborg Slagteri, fra 1891 bestyrelsesmedlem i Svendborg Amts landøkonomiske Selskab og fra 1888 medlem af Fyens Stifts patriotiske Selskabs faste udvalg til kvægavlens forbedring. I Ryslinge var han i sin tid den ledende mand ved andelsmejeriets oprettelse. Desuden var han i 9 år medlem af sognerådet i Ryslinge (1877-83, 1886-89), deraf de 6 år som formand. Han var formand for vandsynskommissionen, bestyrelsesmedlem i en sygeplejeforening og formand for sundhedskommissionen i Vindinge. 1874-89 var han taksationsmand. Han var tillige formand for tiendeafløsningen i Vindinge Herred, repræsentant for Nyborg og Omegns Sparekasse og for den fynske brandforsikring Ravsholtkassen. 1909-12 var han formand for Nyborg Højskoleforening.
I 1884, 1887 og 1890 stillede han op i Faaborgkredsen mod venstremændene Michael Pedersen og Kristen Jensen-Højby. 1894 forsøgte han sig i 6. landstingskreds, men først året efter kom han på tinge fra Kertemindekredsen som Niels Andersens afløser. 1898 og 1901 blev han genvalgt, men måtte i 1903 se sig slået af gårdejer P.P. Pinstrup. Han forsøgte 1906 uden held at tilbageerobre valgkredsen.
I Folketinget interesserede Lars Christiansen sig for behandlingen af spørgsmål vedrørende landboforhold og var ofte på linje med Venstre. På tinge stod han Lars Dinesen nær. 1897-98 var han en af tingets sekretærer.